# Bento Gonçalves da Silva
Bento Gonçalves da Silva (Triunfo, 23 de setembro de 1788 – Pedras Brancas, 18 de julho de 1847) foi um militar brasileiro, um dos líderes da Revolução Farroupilha, que buscava a independência da província do Rio Grande do Sul do Império do Brasil. Ele foi o primeiro presidente da República Rio-Grandense e uma das figuras mais importantes da história do Rio Grande do Sul.
Filho do alferes português Joaquim Gonçalves da Silva e de Perpétua da Costa Meireles, neta de Jerônimo de Ornelas Meneses e Vasconcelos, rico fazendeiro rio-grandense, nasceu na Fazenda da Piedade, pertencente à família de sua mãe.

## Início da carreira
Seus pais desejavam encaminhar o filho para a carreira eclesiástica, porém Bento se interessava mais pelas lides campeiras. A família mudou de ideia depois de Bento ter matado um homem negro em um duelo, o que levou seu pai a forçar Bento a assentar praça, porém a interferência de seu irmão João Gonçalves adiou o alistamento por cinco anos.
Incorporado na Companhia de Ordenanças de D. Diogo de Sousa, Bento cedo demonstrou sua vocação, ao engajar-se nas guerrilhas da primeira campanha cisplatina (1811-1812). Ao final da guerra, desincorporado como cabo, estabelece uma fazenda de criação de gado e uma casa de negócios em Cerro Largo, território uruguaio; lá conhece sua futura esposa Caetana Garcia, com quem se casa em 1814 e tem oito filhos: Perpétua Justa, Joaquim, Bento, Caetano, Leão, Marco Antônio, Maria Angélica e Ana Joaquina.
Na segunda campanha cisplatina (1816-1821), seu prestígio como militar se confirmou. Em 1817 foi nomeado capitão, participou das batalhas em Curales, Las Cañas (1818), Cordovez, Carumbé (1819) e Arroio Olimar (1820). Em 1824 foi promovido a tenente-coronel.
Na Guerra da Cisplatina ou Guerra del Brasil contra as Províncias Unidas do Rio da Prata, foi comandante de cavalaria na batalha de Sarandi, em 12 de outubro de 1825, logo depois foi promovido a coronel de 1a linha. Participou também da Batalha do Ituizangó, também chamada de batalha do Passo do Rosário (20 de fevereiro de 1827), cobrindo a retirada das tropas brasileiras.

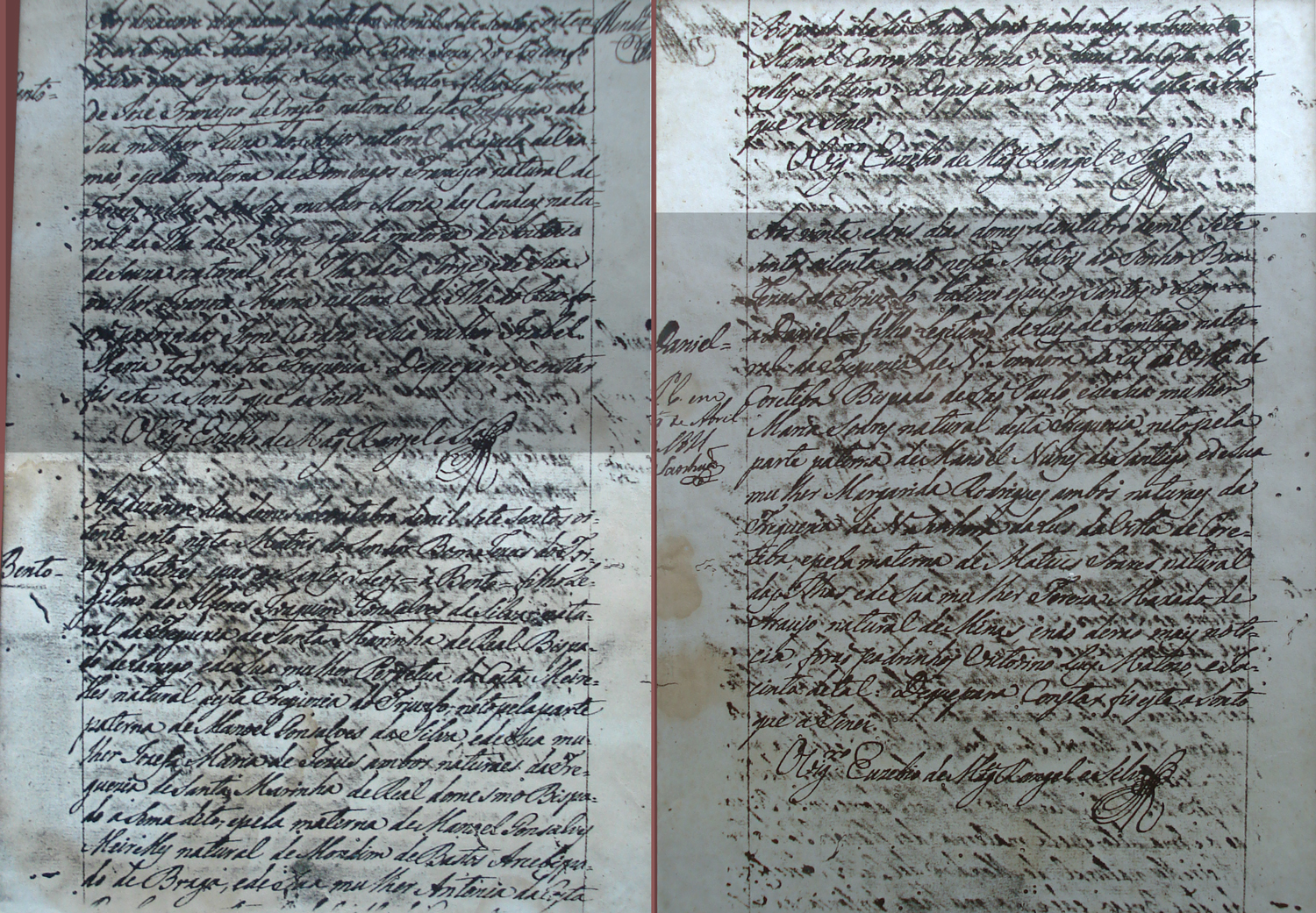
Reprodução da certidão de batismo de Bento Gonçalves

Em 1829, pelos serviços prestados na campanha de 1825-1828 e que terminou com a independência do Uruguai, D. Pedro I nomeou Bento Gonçalves coronel de estado-maior, confiando-lhe o comando do 4° Regimento de Cavalaria de Linha e, no ano seguinte da fronteira meridional. Em 1830 recebeu o diploma da maçonaria.
Em 1834, denunciado como rebelde e acusado de manter entendimentos secretos com Juan Antonio Lavalleja para a separação do Rio Grande do Sul, foi chamado à Corte, junto com João Manuel de Lima e Silva. Defendeu-se perante o ministro da Guerra, foi absolvido e teve recepção triunfal no regresso à província. Os conservadores, no entanto, conseguiram a destituição de Bento Gonçalves do comando militar da Província do Rio Grande.
Foi eleito deputado provincial em 1835 na 1ª legislatura. Em 20 de abril de 1835, em plena sessão de instalação da assembleia provincial, é acusado pelo presidente da província, Antônio Rodrigues Fernandes Braga, de articular a separação do Rio Grande do Sul do restante do Império.

## Revolução Farroupilha
“ Veneramos tua espada
como relíquia de glórias
pois foi pincel da história
que tracejou nosso mapa,
e esta indiada, pronta e guapa
que te olha com reverência,
é da mesma descendência,
da velha estirpe farrapa”

— trecho de Bento Gonçalves da Silva, poema de Jayme Caetano Braun
A Revolução Farroupilha iniciou-se em 20 de setembro de 1835. No dia 25 daquele mês, o chefe militar declarou respeitar o juramento que havia prestado ao código sagrado, ao trono constitucional e à conservação da integridade do império. Em princípio, portanto, o levante não era de caráter separatista mas se dirigia contra o presidente da Província e Comandante das Armas. Mesmo assim, o Império não poderia aceitar a destituição de seus delegados - fosse por golpe ou não. Iniciava-se a luta que se estenderia por dez anos.
Na sua ausência, após retumbante vitória na Batalha do Seival, a República Rio-grandense foi proclamada pelo general Antônio de Sousa Netto em 11 de setembro de 1836.

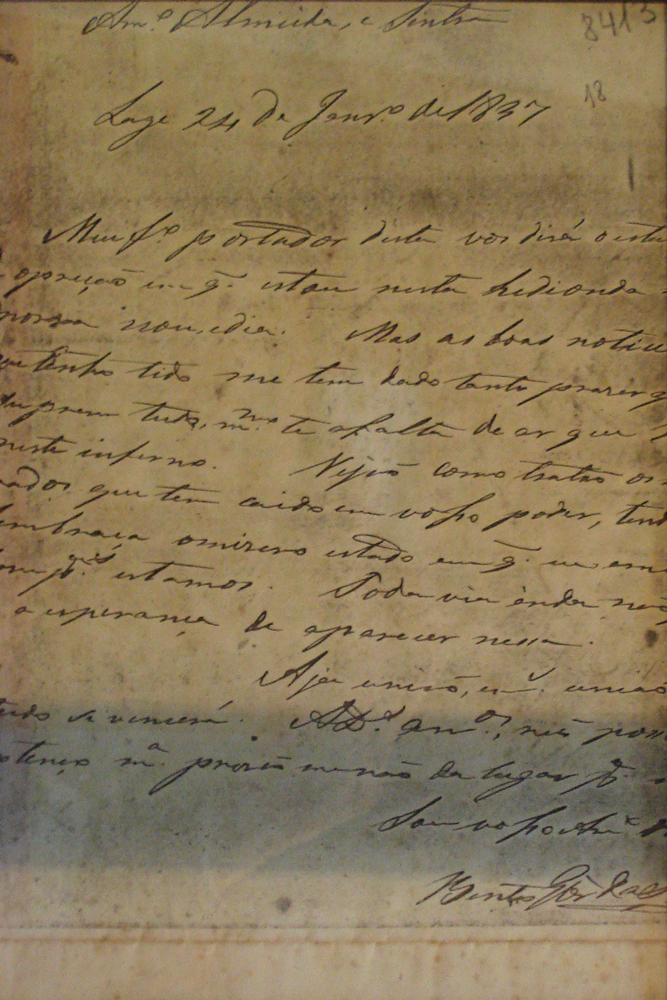
Carta de Bento Gonçalves escrita na prisão do Forte do Mar na Bahia.

Bento Gonçalves foi preso na Batalha do Fanfa (3 e 4 de outubro de 1836). Foi mandado para a Corte e depois encarcerado na prisão de Santa Cruz e mais tarde para o Forte da Laje, no Rio de Janeiro. Ali, apesar de preso, conseguiu receber visitas quase diárias de amigos e simpatizantes, também foi apresentado a Garibaldi e Rossetti. Em 15 de março de 1837 em uma tentativa de fuga da prisão, Pedro Boticário não conseguiu passar por uma janela, por ser muito gordo. Em solidariedade Bento Gonçalves também desistiu da fuga, na qual escaparam Onofre Pires e o Coronel Corte Real.
Depois desta tentativa de fuga foi transferido para a Bahia onde ficou preso no Forte do Mar. Lá sofreu uma tentativa de envenenamento, onde morreram um gato e um cachorro. Mesmo preso, foi aclamado presidente em 6 de novembro de 1836. Permaneceu algum tempo, clandestino, em Itaparica e Salvador, onde teve contato com membros do movimento. Depois de despistar seus perseguidores, que achavam que tinha partido para os Estados Unidos em uma corveta, chegou, via Buenos Aires, de volta ao Rio Grande do Sul e, em 16 de dezembro de 1837, tomou posse como Presidente da República.
A 29 de agosto de 1838 lança seu mais importante manifesto aos rio-grandenses onde justifica as irreversíveis decisões tomadas em favor da libertação do seu povo:
| “ | Toma na extensa escala dos estados soberanos o lugar que lhe compete pela suficiência de seus recursos, civilização e naturais riquezas que lhe asseguram o exercício pleno e inteiro de sua independência, eminente soberania e domínio, sem sujeição ou sacrifício da mais pequena parte desta mesma independência ou soberania a outra nação, governo ou potência estranha qualquer.Faz neste momento o que fizeram tantos outros povos por iguais motivos, em circunstâncias idênticas. | ” |

E no trecho final, um juramento importante:
| “ | Bem penetrados da justiça de sua santa causa, confiando primeiro que tudo, no favor do juiz supremo das nações, eles têm jurado por esse mesmo supremo juiz, por sua honra, por tudo que lhes é mais caro, não aceitar do governo do Brasil uma paz ignominiosa que possa desmentir a sua soberania e independência. | ” |

Estas palavras têm reflexo mais tarde, quando da assinatura do Tratado de Poncho Verde.
Intrigas internas, num grupo desgastado pela longa guerra, em 1844, induzem Onofre Pires a destratar Bento Gonçalves, chamando-o de assassino (pelo assassinato de Paulino da Fontoura) e ladrão (das aspirações do povo, referindo-se ao teor da Constituição). Bento então convoca Onofre para um duelo, que se realiza em 27 de fevereiro de 1844.  Onofre, atingido no duelo, dias depois viria a falecer por complicações advindas do ferimento.
Tristão de Araripe - citado por Juremir Machado da Silva na Obra “História Regional da Infâmia: o destino dos negros farrapos e outras iniquidades brasileiras (ou como se produzem os imaginários)“ - 5a. edição, Porto Alegre, RS: L&PM, 2018, p. 89 - acusa Bento Gonçalves de ter matado seu parente Onofre Pires, no famoso duelo de 27 de fevereiro de 1844, longe de testemunhas, numa situação misteriosa.
A República Rio-Grandense teve seu fim na Paz de Poncho Verde, em 1º de março de 1845. Luís Alves de Lima e Silva - o Conde de Caxias -, general vitorioso, assumiu a presidência da Província. D. Pedro II, por sua vez, em sua primeira viagem como imperador pelas províncias do Império, foi ao Rio Grande em dezembro de 1845. Ao jovem monarca de vinte anos de idade, apresentou-se Bento Gonçalves, com seu uniforme de coronel e revestido de todas as medalhas com que havia sido condecorado por D. Pedro I, pela atuação nas campanhas militares do Primeiro Reinado.
Após o fim da revolta, Bento Gonçalves retornou para as atividades do campo sem interessar-se mais por política. Morreu dois anos depois, acometido de pleurisia, deixando viúva Caetana Garcia e oito filhos.

## Restos mortais
Seus restos mortais inicialmente foram sepultados em Pedras Brancas. No final de 1850, seu filho, Joaquim Gonçalves da Silva exumou os ossos e transferiu-os para a propriedade de sua família, na estância Cristal, onde permaneceram até setembro de 1893, sob sua guarda. Com a mudança de Joaquim para Bagé, os restos mortais ficaram sob responsabilidade de seu filho Bento e, após a morte deste, de sua esposa Maria Tomásia Azambuja.
Em 1900, o último responsável por sua guarda doou os despojos para seu primo, Inácio Xavier de Azambuja, que repassou para intendência municipal de Rio Grande, onde hoje repousam no monumento na praça Tamandaré.

## Representações na cultura
- Na telessérie O Tempo e o Vento, exibida em 1985, foi interpretado por Nico Fagundes
- Na telessérie A Casa das Sete Mulheres (2003), o general foi vivido por Werner Schünemann